# Daewoo K7
Daewoo K7 — південнокорейський пістолет-кулемет створений Daewoo Precision Industries для спецпідрозділів, як дешевший аналог HK MP5SD. Конструкція Daewoo K7 заснована на автоматі Daewoo K1A. У цьому пістолеті-кулеметі використовується інтегрований глушник..

## Опис
Daewoo K7 використовує патрони 9×19 мм Парабелум з дозвуковою швидкістю кулі. У K7 використовується автоматика з вільним затвором, а не відведення порохових газів як у Daewoo K1A. Вогонь ведеться із закритого затвора. Пістолет-кулемет може вести вогонь одиночними, чергами з відсіканням по три патрони та автоматично. Але автоматичний вогонь може швидко пошкодити перегородки у глушнику.
Верхня частина ствольної коробки взята з автомата Daewoo K2 та модифікована. Приклад та ударно-спусковий механізм взяті з автомата Daewoo K1.

### Глушник
Глушник K7 знижує тиск газів і спотворює звук пострілу так, що він стає не схожий на звичайний звук пострілу. Глушник знижує шум від пострілу до 120 дБ.

## Оператори
- Індонезія
- Південна Корея